# Шмиц, Сибилла
Сибилла Шмиц (нем. Sybille Schmitz, 2 декабря 1909, Дюрен, Пруссия — 13 апреля 1955, Мюнхен) — немецкая актриса театра и кино.

## Биография
Сибилла Шмиц родилась в семье кондитера и воспитывалась в монастырской школе. Училась в актёрской школе в Кёльне. В 1927 году дебютировала на сцене Немецкого театра в Берлине. В 1930 году поступила в труппу Гессенского земельного театра в Дармштадте. В 1931 году вернулась в Берлин.
В 1928 году Сибилла Шмиц дебютировала в кино в фильме Социал-демократической партии Германии (СДПГ) «Свободный путь» о тяжёлой жизни женщины, которая умирает на рабочем месте во время родов. Известность ей принесла роль в фильме Карла Теодора Дрейера «Вампир» (Vampyr, 1932). В фильмах «ФП-1 не отвечает» (F.P.I. antwortet nicht, 1932), «Прощальный вальс» (Abschiedswalzer, 1934), «Идеальный муж» (Ein idealer Gatte, 1935, по пьесе Оскара Уайльда) окончательно сформировался её образ элегантной загадочной женщины немецкого кино.
В Советском Союзе в качестве трофеев демонстрировались следующие фильмы с её участием: в 1949 году «Титаник» (Titanic, 1943) под названием «Гибель Титаника» и в 1955 году «Женщина без прошлого» (Die Frau ohne Vergangenheit, 1939).
В 1940 году Шмиц вышла замуж за сценариста Гаральда Г. Петерссона и переехала с ним в австрийскую деревню. Их брак длился в течение пяти лет.
После Второй мировой войны Сибилла Шмиц редко снималась в кино, которое ориентировалось на лёгкость и оптимизм и не испытывало потребности в её ауре загадочной чужеродности. В начале 1950-х она стала морфиновой наркоманкой и 13 апреля 1955 в Мюнхене покончила жизнь самоубийством, приняв смертельную дозу снотворного.
В 1956 году состоялся судебный процесс против её врача, Урсулы Мориц, по обвинению в способствовании формирования у актрисы наркотической зависимости путём ненадлежащего медицинского лечения. Мориц признали виновной, приговорив к четырём месяцам тюрьмы. В 1982 году, основываясь на некоторых обстоятельствах последних лет жизни актрисы, Райнер Вернер Фасбиндер снял фильм «Тоска Вероники Фосс».

## Фильмография
- 1928 Свободный путь / Freie Fahrt
- 1928 Полицейский отчет о нападении / Polizeibericht Überfall
- 1929 Дневник падшей / Tagebuch einer Verlorenen
- 1932 Вампир / Vampyr — Der Traum des Allan Grey
- 1932 Ф. П.1 не отвечает / F.P.1 antwortet nicht
- 1933 Соперники воздуха / Rivalen der Luft
- 1934 Властелин мира / Der Herr der Welt
- 1934 Прощальный вальс / Abschiedswalzer
- 1934 Обервахтмайстер Швенке / Oberwachtmeister Schwenke
- 1935 Панкс из Америки / Punks kommt aus Amerika
- 1935 Идеальный муж / Ein idealer Gatte
- 1935 Страдивари / Stradivari
- 1935 Если бы не было музыки / Wenn die Musik nicht wär / Das Lied der Liebe
- 1935 Я был Джеком Мортимером / Ich war Jack Mortimer
- 1935 Паромщица Мария / Fährmann Maria
- 1936 Канделябры кайзера / Die Leuchter des Kaisers
- 1936 Неизвестная / Die Unbekannte
- 1937 Главная свидетельница / Die Kronzeugin
- 1937 Сигнал в ночи / Signal in der Nacht
- 1937 Окольные пути красавчика Карла / Die Umwege des schönen Karl
- 1938 Танец на вулкане/ Tanz auf dem Vulkan
- 1939 Отель Захер / Hotel Sacher
- 1939 Женщина без прошлого / Die Frau ohne Vergangenheit
- 1940 Пандур Тренк / Trenck, der Pandur
- 1941 Кларисса / Clarissa
- 1942 Унесенная судьбой / Vom Schicksal verweht
- 1943 Титаник / Titanic
- 1943 Авантюристка / Die Hochstaplerin
- 1944 Жизнь зовет / Das Leben ruft
- 1947 Между вчера и завтра / Zwischen gestern und morgen
- 1949 Последняя ночь / Die letzte Nacht
- 1950 Ложь / Die Lüge
- 1950 Сенсация в Савое / Sensation im Savoy
- 1950 Сокровища / Kronjuwelen
- 1952 Иллюзия в миноре / Illusion in Moll
- 1953 Дом на побережье / Das Haus an der Küste